# Gouvernement Parts
 (août 2023).
Si vous disposez d'ouvrages ou d'articles de référence ou si vous connaissez des sites web de qualité traitant du thème abordé ici, merci de compléter l'article en donnant les références utiles à sa vérifiabilité et en les liant à la section « Notes et références ».
République d'Estonie
S. Kallas Ansip I
Le gouvernement Parts (Juhan Partsi valitsus, en estonien) est le gouvernement de la république d'Estonie entre le 10 avril 2003 et le 13 avril 2005, pendant la dixième législature de l'Assemblée nationale.

## Coalition et historique
Dirigé par le nouveau Premier ministre conservateur Juhan Parts, il est formé par une coalition gouvernementale de centre droit entre Res Publica (RP), le Parti de la réforme d'Estonie (ERE) et l'Union populaire estonienne (ERL), qui disposent ensemble de 60 députés sur 101 à l'Assemblée nationale, soit 59,4 % des sièges.
Il est nommé à la suite des élections législatives du 2 mars 2003 et succède au gouvernement du libéral Siim Kallas, formé de l'ERE et du Parti du centre estonien (EKE). Il démissionne à la suite de la défiance exprimée par les députés envers le ministre de la Justice et cède le pouvoir au premier gouvernement du libéral Andrus Ansip, constitué de l'ERE, de l'EKE et de l'ERL.

## Composition
| Fonction                                                | Titulaire | Titulaire                                                                  | Parti |
| ------------------------------------------------------- | --------- | -------------------------------------------------------------------------- | ----- |
| Premier ministre                                        |           | Juhan Parts                                                                | RP    |
| Ministre de l'Éducation et de la Recherche              |           | Toivo Maimets                                                              | RP    |
| Ministre de la Justice                                  |           | Ken-Marti Vaher                                                            | RP    |
| Ministre de la Défense                                  |           | Margus Hanson (jusqu'au 22/11/2004) Jaak Jõerüüt                           | ERE   |
| Ministre de l'Environnement                             |           | Villu Reiljan                                                              | ERL   |
| Ministre de la Culture                                  |           | Urmas Paet                                                                 | ERE   |
| Ministre des Affaires économiques et des Communications |           | Meelis Atonen (jusqu'au 13/09/2004) Andrus Ansip                           | ERE   |
| Ministre de l'Agriculture                               |           | Tiit Tammsaar (jusqu'au 02/04/2004) Ester Tuiksoo                          | ERL   |
| Ministre des Finances                                   |           | Tõnis Palts (jusqu'au 06/10/2003) Taavi Veskimägi                          | RP    |
| Ministre de la Population et des Affaires ethniques     |           | Paul-Eerik Rummo                                                           | ERE   |
| Ministre des Affaires régionales                        |           | Jaan Õunapuu                                                               | ERL   |
| Ministre de l'Intérieur                                 |           | Margus Leivo                                                               | ERL   |
| Ministre des Affaires sociales                          |           | Marko Pomerants                                                            | RP    |
| Ministre des Affaires étrangères                        |           | Kristiina Ojuland (jusqu'au 10/02/2005) Rein Lang (à partir du 21/02/2005) | ERE   |